# 8ª Divisione fanteria di marcia
L'8ª divisione di marcia fu una grande unità del Regio Esercito. La terminologia indica le unità provvisorie create per gestire i rimpiazzi destinati alle unità operative.

## Storia
La divisione viene costituita a Bolzano il 1º luglio 1942 per trasformazione del Comando Truppe Complementi del Corpo di spedizione italiano in Russia, al fine di gestire il flusso di complementi destinati all'8ª Armata operante in Russia. Era costituita su tre brigate di marcia.
La "I Brigata di marcia" (con sede a Milano) alimentava il XXXV Corpo d'armata (ex CSIR) con il 30º Reggimento bersaglieri di marcia per la componente bersaglieri della 3ª Divisione Celere "Principe Amedeo Duca d'Aosta", il 9º ed il 52º Reggimento di marcia rispettivamente per la 9ª Divisione fanteria "Pasubio" e la 52ª Divisione fanteria "Torino" e l'8º Reggimento di marcia per le altre componenti direttamente dipendenti dal Corpo e dall'Armata. Terminata l'attività in Russia, il 30º ed il 52º Reggimento vengono soppressi nell'aprile del 1943; il Comando Brigata viene trasformato nel Comando della XXVIII Brigata costiera ed inviato in Dalmazia, con l'8º Reggimento (dal 20 giugno comandato del Tenente colonnello Francesco Faraone) che viene trasformato in 183º Reggimento fanteria costiera; il 9º Reggimento rimase di marcia e venne inviato in Albania.
Dal 20 giugno 1942, il comando della grande unità viene affidata al Generale di brigata spe Cesare Rossi, per poi passare, dal 15 ottobre seguente, al Generale di brigata della riserva Giuseppe Vitelli;
La II Brigata di marcia (con sede a Bologna) alimentava il II Corpo d'Armata con il 2º, 3º (comandato dal 23 giugno dal colonnello Fulvio Aldegheri) e 5º Reggimento di marcia rispettivamente per la 2ª Divisione fanteria "Sforzesca", la 3ª Divisione fanteria "Ravenna" e la 5ª Divisione fanteria "Cosseria" ed il 7º Reggimento per le componenti di Corpo.
Terminate le operazioni in Russia, nella primavera-estate del 1943, il Comando Brigata viene trasformato nel Comando della XXIX Brigata costiera; questa unità viene trasferita in Sicilia, alle dipendenze della difesa porto N di Palermo, mentre i suoi reggimenti di marcia vengono sciolti o trasformati in reggimenti costieri.
Dal 20 giugno sino al 10 ottobre 1942 l'unità è al comando del Generale di brigata spe Arturo Benigni, sostituito successivamente dal Generale di brigata della riserva Luigi Fazzini.
La III Brigata di marcia (con sede a Bergamo, poi a Udine) alimentava il Corpo d'Armata Alpino con 102º, 103º e 104º Reggimento alpini di marcia, rispettivamente per 2ª Divisione alpina "Tridentina", la 3ª Julia e la 4ª Cuneense.
Al termine delle operazioni in Russia, nell'aprile del 1943 la brigata viene messa a disposizione del XXIII Corpo d'armata per la difesa delle Provincie di Gorizia e quella di Trieste ed impiegata in operazioni contro i partigiani nella zona di Tolmino e Circhina, al confine con la Jugoslavia.
La grande unità ed i tre reggimenti vengono sciolti il 31 agosto 1943 ed il personale confluisce nelle Divisioni alpine "Julia", "Tridentina" e "Cuneense" rientrate dal fronte russo.
Dal 1º luglio sino al 20 dicembre 1942, l'unità era al comando del Generale di brigata spe Carlo Baudino, al quale subentrò, fino allo scioglimento, il Generale di brigata della riserva Luigi Masini.
L'8ª Divisione di marcia si considera sciolta il 31 maggio 1943: mentre le brigate vengono sciolte o trasformate, il Comando divisionale si trasforma in Comando della 230ª Divisione Costiera, costituitasi in Sicilia occidentale alle dipendenze del XII Corpo d'Armata.

## Ordine di battaglia: 1942
- I Brigata (dal 25 giugno 1942 comandata dal generale di brigata Cesare Rossi poi dal generale di brigata Giuseppe Vitelli)
  - 30º Reggimento bersaglieri di marcia
  - 9º Reggimento di marcia
  - 8º Reggimento di marcia
  - 52º Reggimento di marcia
- II Brigata (dal 20 giugno 1942 comandata dal generale di brigata Arturo Benigni poi dal generale di brigata Luigi Fazzini)
  - 2º Reggimento di marcia
  - 3º Reggimento di marcia
  - 5º Reggimento di marcia
  - 7º Reggimento di marcia
- III Brigata (dal 25 giugno 1942 comandata dal generale di brigata Carlo Baudino poi dal generale di brigata Luigi Masini)
  - 102º Reggimento alpini di marcia
  - 103º Reggimento alpini di marcia
  - 104º Reggimento alpini di marcia

## Comandanti (1942-1943)
- Gen. D. ris (f) Egisto Conti

## C e CX brigate di marcia
Le brigate di marcia erano “reparti di movimento”, formati da soldati appena addestrati, destinati a fornire i rimpiazzi per le unità operanti oltremare.

### C Brigata di fanteria di marcia
La C Brigata di fanteria di marcia, costituita il 9 luglio 1942 a Salerno, forniva i complementi da integrare per le unità di fanteria impegnate in Libia.
Dal 1º agosto sino al 31 ottobre 1942 la C Brigata di fanteria di marcia fu al comando del Generale di brigata s.p.e. Mario Roveda, sostituito poi dal 15 dicembre 1942 dal Generale di brigata s.p.e. Domenico Peroglio e dal 1º giugno 1943 dal Generale di brigata s.p.e. Mario Russo.

### CX Brigata d'artiglieria di marcia
La CX Brigata d'artiglieria di marcia, costituita il 9 luglio 1942 a Napoli, forniva i complementi da integrare per le unità di artiglieria impegnate in Libia.  
Dal 1º agosto 1942 sino al 14 maggio 1943 la CX Brigata d'artiglieria di marcia fu al comando del Generale di brigata s.p.e. Guido Froio, sostituito poi dal 15 maggio 1943 dal Generale di brigata della riserva Ettore Benvenuti.